# Macrolyrcea moesta
Macrolyrcea moesta là một loài bướm đêm trong họ Geometridae.